# Hollywood Records
Hollywood Records er en amerikansk pladeselskab, der ejes af Walt Disney Company. Selskabet udgiver primært pop, rock og r&b.
Selskabet blev dannet i 1989 og havde oprindelig kun aktiviteter i USA og Canada. Siden 2008 har Hollywood Records været en del af Disney Music Group og har i dag også afdelinger i Europa og Australien.
Hollywoods Records udgiver de fleste lydspor fra Disneys film.

## Hollywood Records' artister (i udvalg)
- Queen (1991—)
- Jesse McCartney (2003—)
- Plain White T's (2006—)
- Corbin Bleu (2006—)
- Miley Cyrus (2006—)
- Vanessa Hudgens (2006-)
- Jonas Brothers (2006—)
- Brenda Song (2007—)
- Demi Lovato (2008—)
- Selena Gomez (2008—)
- China Anne McClain (2011—)
- Zendaya Coleman (2011—)
- Bella Thorne (2011—)
- Raini Rodriguez (2012—)
- Bridgit Mendler (2013—)